# أيومو وباتا
أيومو وباتا (باليابانية: 大畑 歩夢) (مواليد 27 أبريل 2001) هو لاعب كرة قدم ياباني.

## وصلات خارجية
- أيومو وباتا على موقع رابطة كرة القدم اليابانية للمحترفين (اليابانية)
- أيومو وباتا على موقع إي إس بي إن إف سي (الإنجليزية)
- أيومو وباتا على موقع قاعدة بيانات كرة القدم.إي يو (الإنجليزية)
- أيومو وباتا على موقع Soccerbase.com (لاعب) (الإنجليزية)
- أيومو وباتا على موقع Soccerway.com (الإنجليزية)
- أيومو وباتا على موقع عالم كرة القدم.نت (الإنجليزية)